# Ocotea chrysobalanoides
Ocotea chrysobalanoides är en lagerväxtart som först beskrevs av Cyrus Longworth Lundell, och fick sitt nu gällande namn av Cyrus Longworth Lundell. Ocotea chrysobalanoides ingår i släktet Ocotea och familjen lagerväxter. Inga underarter finns listade i Catalogue of Life.